# Miguel de Manuel
Miguel de Manuel y Rodríguez (Sanlúcar de Barrameda, 22 de mayo de 1741-Madrid, 26 de agosto de 1798) fue un jurisconsulto, historiador del Derecho y bibliógrafo español. También fue el primer bibliotecario de los Reales Estudios de San Isidro en Madrid.
Puede considerarse como el primer impugnador de la independencia vizcaína debido a las notas que incluyó en el libro "Memorias para la vida del santo Rey Don Fernando III", escrito por el padre Andrés Marcos Burriel (1719-1762), uno de los grandes historiadores del siglo XVIII. Estas memorias fueron dedicadas a la reina Juana de Danmartín.

## Biografía
Miguel de Manuel y Rodríguez nació en Sanlúcar de Barrameda y residió en Madrid la mayor parte de su vida. La fecha de su muerte es desconocida, pero gracias a una nota incluida en el libro del Padre Andrés Marcos Burriel se sabe que murió mientras se imprimían (aparecieron en 1800) las Memorias para la vida del Santo Rey Don Fernando III].
Debido a su fallecimiento no fue posible encontrar todos los apéndices, discursos e ilustraciones que llevó a cabo a lo largo de toda su vida.

## Obras
En la obra Memorias para la vida del Santo Rey Fernando III, se describe lo justo del gobierno del Rey Fernando III, lo glorioso de sus conquistas y lo grande de sus acciones. No todo son halagos, sino que también hay conflictos de elección para mejorar su reinado. El reinado de Fernando III tuvo esplendor gracias a su Corte y vasallos por lo que Fernando III fue nombrado héroe. Andrés Marcos Burriel y Miguel de Manuel y Rodríguez no fueron los primeros en redactar unas memorias sobre la vida de Fernando III, sino el arzobispo de Toledo, don Rodrigo Ximénez de Rada, y el obispo de Tuy don Lucas, que fueron testigos de los sucesos.
En esta obra se encuentran citas célebres, como :"¡Cuántas razones poderosas para disculpar en esta mi solicitud lo que pueda tener de atrevida y temeraria! ¡Y cuántas también para que V. M. preste benignamente sus oídos a ella! Así lo espera el más obligado y favorecido de sus vasallos."
La obra fue completada por numerosos historiadores y aficionados como Zúñiga (que escribió los Anales de Sevilla), Rafael Floranes (que comunicó a través de una carta moderna lo que poseía acerca del padre Burriel), Juan Lucas Cortés...
Instituciones del Derecho Civil de Castilla (1771) obra publicada con el doctor Ignacio Jordán de Asso y del Río, naturalista, jurista e historiador español que fue conocido bajo el seudónimo Melchor de Azagra. Ambos publicaron otras obras dedicadas al Derecho: El Fuero Viejo de Castilla y El ordenamiento de leyes que Don Alfonso XI hizo en las cortes de Alcalá de Henares el año de mil trescientos y quarenta y ocho.
La obra El Fuero Viejo de Castilla se divide en cinco libros y tiene más de doscientas leyes tomadas de diversas fuentes. Entre otras se encuentran la colección de Alfonso VIII, el 'Ordenamiento de Devisas', varios fueros municipales, como los de Burgos y Sepúlveda, y las fazañas. En esta obra se puede ver como el rey Alfonso VIII descontento con los nobles de su reino por no prestarle ayuda para la reconquista de Cuenca, quiso defender a sus vasallos de los abusos de la nobleza ordenándoles que escribieran los fueros, costumbres y fazañas para formar una colección, conocida como El Fuero Viejo de Castilla. Fue impresa por Joaquín Ibarra en 1771.
Otra de sus obras, El ordenamiento de leyes que Don Alfonso XI hizo en las cortes de Alcalá de Henares el año de mil trescientos y quarenta y ocho, fue publicada con notas y un discurso acerca del Estado e impresa en el año 1774 por Joaquín Ibarra.
Se encargó de editar el Diccionario castellano con las voces de ciencias y artes de Esteban Terreros y Pando.